# Thorpe Hesley
Thorpe Hesley es una villa situada en el municipio metropolitano de Rotherham, Yorkshire del Sur, Inglaterra (Reino Unido). Según el censo de 2011, tiene una población de 4427 habitantes.
Está ubicada al sur de la región Yorkshire y Humber, cerca de la frontera con la región Midlands del Este, de la orilla del río Don y de la ciudad de Sheffield —la capital del condado—.